# Вацлавпіль (колонія)
Вацлавпіль (Вацлавпільська колонія, рос. Вацлавполь, Вацлавполе-Видерно) — колишня колонія у Пулинській волості Житомирського повіту Волинської губернії та Вацлавпільській і В'язовецькій сільських радах Червоноармійського (Пулинського) району Волинської округи та Київської області.
Лютеранське поселення на власних землях, лежало за 45 км північно-західніше міста Житомир, належало до лютеранської парафії у Геймталі.

## Населення
У 1906 році в поселенні проживало 85 мешканців, дворів — 10, у 1910 році — 79 осіб.
Станом на 1923 рік нараховувалося 24 двори та 115 мешканців, у 1924 році — 77 осіб (з перевагою польської та німецької національностей), дворів — 21.

## Історія
У 1906 році — колонія Пулинської волості (2-го стану) Житомирського повіту Волинської губернії. Відстань до губернського та повітового центру, міста Житомир, становила 35 верст, до волосного центру, містечка Пулини — 5 верст. Найближче поштово-телеграфне відділення розташовувалося на станції Рудня.
У 1923 році увійшла до складу новоствореної Вацлавпільської сільської ради, яка, 7 березня 1923 року, включена до складу новоутвореного Пулинського району Житомирської (згодом — Волинська) округи. Розміщувалася за 5 верст від районного центру, міст. Пулини, та 0,5 версти — від центру сільської ради, с. Вацлавпіль. 24 серпня 1923 року, відповідно до рішення Волинської ГАТК (протокол № 4 «Про зміни границь в межах округів, районів і сільрад»), колонію включено до складу новоствореної В'язовецької сільської ради Пулинського (згодом — Червоноармійський) району.
Знята з обліку населених пунктів до 1 жовтня 1941 року.